# Marius Köhl
Marius Köhl (* 31. Mai 2001 in Ensdorf (Saar)) ist ein deutscher Fußballspieler.

## Karriere
Nach seinen Anfängen in der Jugend der FSG Bous, des FV 09 Schwalbach, des SV Elversberg und der JFG Saarlouis wechselte er im Sommer 2018 in die Jugendabteilung des 1. FC Saarbrücken. Dort erhielt er seinen ersten Profivertrag und kam auch zu seinem ersten Einsatz im Profibereich, als er am 13. November 2020, dem 10. Spieltag, beim 2:0-Auswärtssieg gegen den FC Viktoria Köln in der 88. Spielminute für Nicklas Shipnoski eingewechselt wurde. Um Spielpraxis zu sammeln, wurde er Anfang Februar 2021 für die restliche Spielzeit in die Regionalliga Südwest zum TuS Rot-Weiß Koblenz verliehen. Im Sommer 2022 wechselte er zu seinem ehemaligen Leihverein, der mittlerweile als FC Rot-Weiß Koblenz spielt.